# Larisa Kalpokaitė
Larisa Kalpokaitė est une actrice lituanienne.

## Filmographie
- 2015 : Nights Till Morning
- 2010 : I  Farewell
- 2008 : Transsibérien
- 2007 : Guerre et paix
- 2002 : Nuomos sutartis

## Récompenses et distinctions
- Meilleure actrice lituanienne lors du Festival international du film de Vilnius de 2008.